# Лиштјани (Плзењ-север)
Лиштјани (чеш. Líšťany) је насељено мјесто са административним статусом сеоске општине (чеш. obec) у округу Плзењ-север, у Плзењском крају, Чешка Република.

## Становништво
Према подацима о броју становника из 2014. године насеље је имало 719 становника.